# 情绪波动
情绪波動是指情绪的極端或突然變化，或具有破壞性。

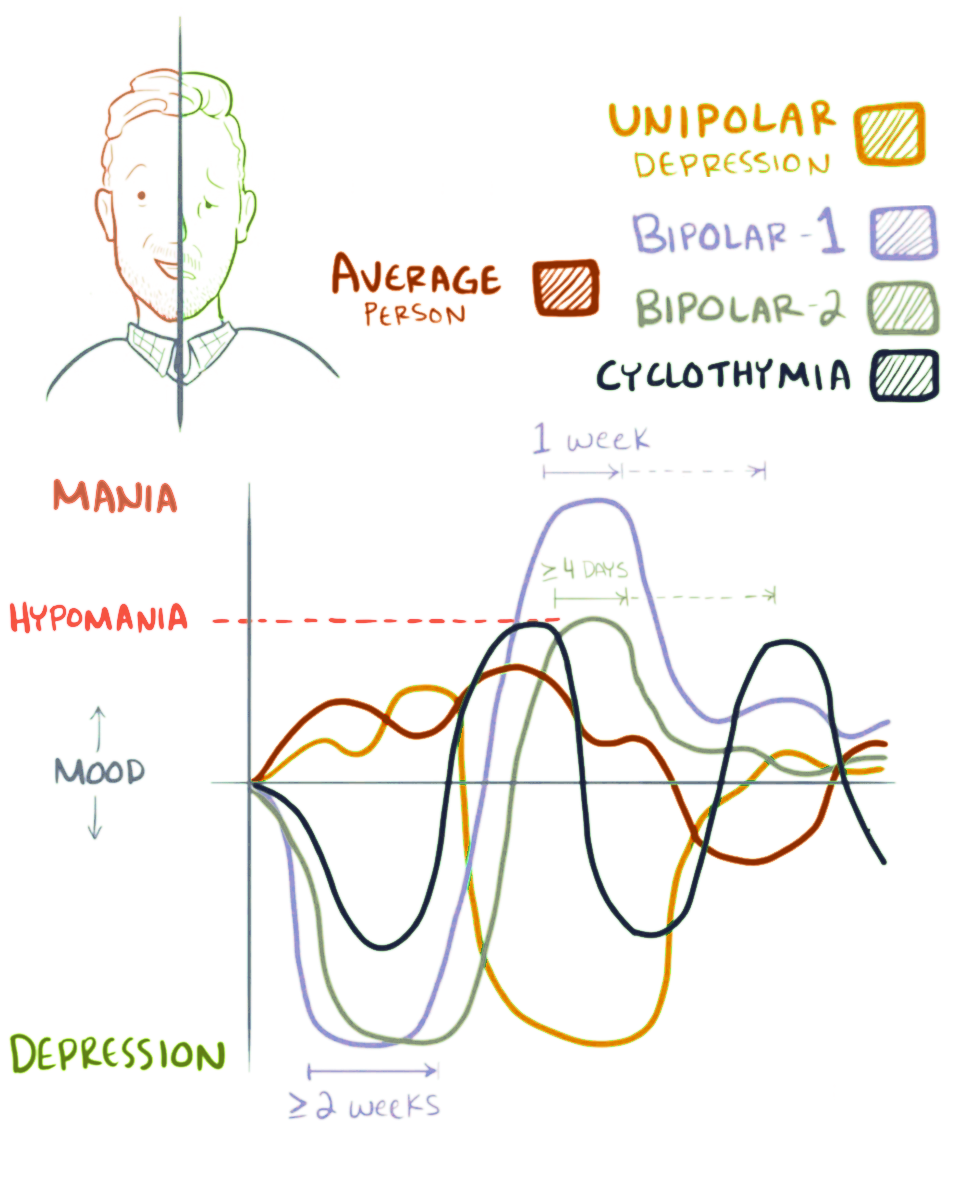
與雙極性情感障礙和循環性精神障礙相比，情緒波動的圖形比較

當情緒波動嚴重時，可能會被歸類為精神疾病的一部分，例如躁鬱症。不穩定和破壞性的情緒波動是其典型特徵。 
情绪波動可以在任何時間、任何地點發生 。情绪波動可能會持續幾天，甚至幾周。
此外，情緒波動不僅在躁狂和憂鬱之間波動，而且在某些情況下還涉及焦慮。

## 術語
“情緒波動”、“情緒不穩定”、“情感激動”或“情緒激動”的定義通常相似，都描述情緒或情感的波動或振盪。但每個術語都有獨特的特徵，用於描述特定的現象或振盪模式，儘管有些人將它們視為同義詞。與情緒或影響不同，
情緒與不知道原因（不知道）的情緒反應有關。由於情緒的動態變化，長時間的情緒模式通常是不穩定的，或不穩定，也稱為情緒正常。雖然情緒波動這個術語並不具體，但它可以用來描述情緒在特定時期立即從正價下降到負價（沒有基線延遲）的模式。並且通常也具有非週期性模式。描是因為情緒動態受到各種因素的影響，這些因素可以放大或減少波動，例如期望何時成為現實例如期望何時成為現實。

## 概述
情緒波動可能隨時隨地發生，從雙極性情感障礙的微觀波動到劇烈波動不等, 因此可以追溯到圍繞自尊的正常鬥爭，透過循環性精神障礙，直至憂鬱症的連續統一體。 
然而，大多數人的情緒波動仍處於輕度至中度的情緒起伏範圍內。 雙極性情緒波動的持續時間也各不相同。它們可能會持續幾個小時（超快）或持續數天（超快）：臨床醫生堅持認為，只有當連續四天的輕躁狂或連續七天的躁狂發生時，才可以診斷雙相情感障礙。在這種情況下，情緒波動可能會持續數天，甚至幾週：這些發作可能包括憂鬱和欣快感之間的快速交替。

## 特徵

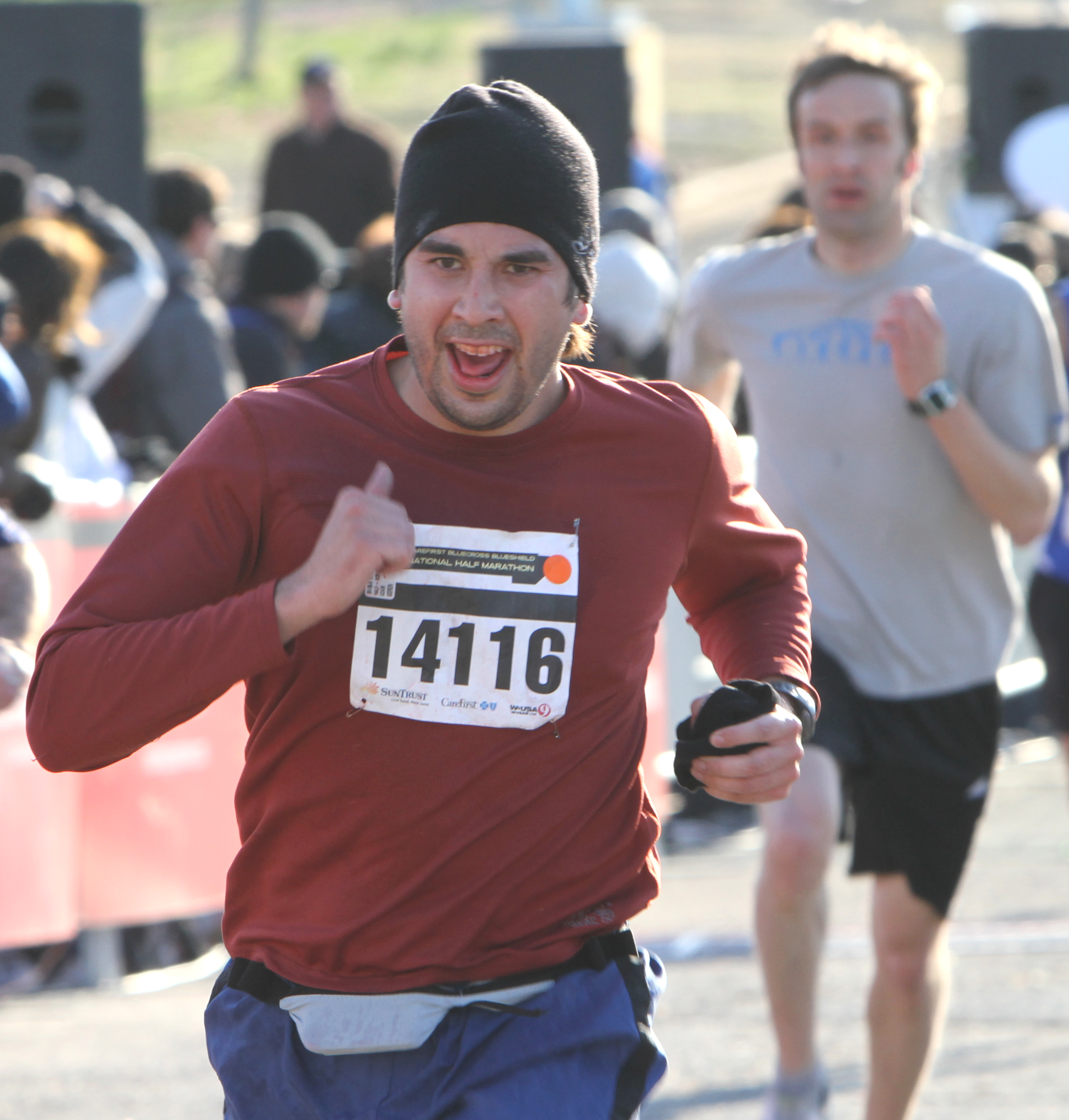
精力充沛的人

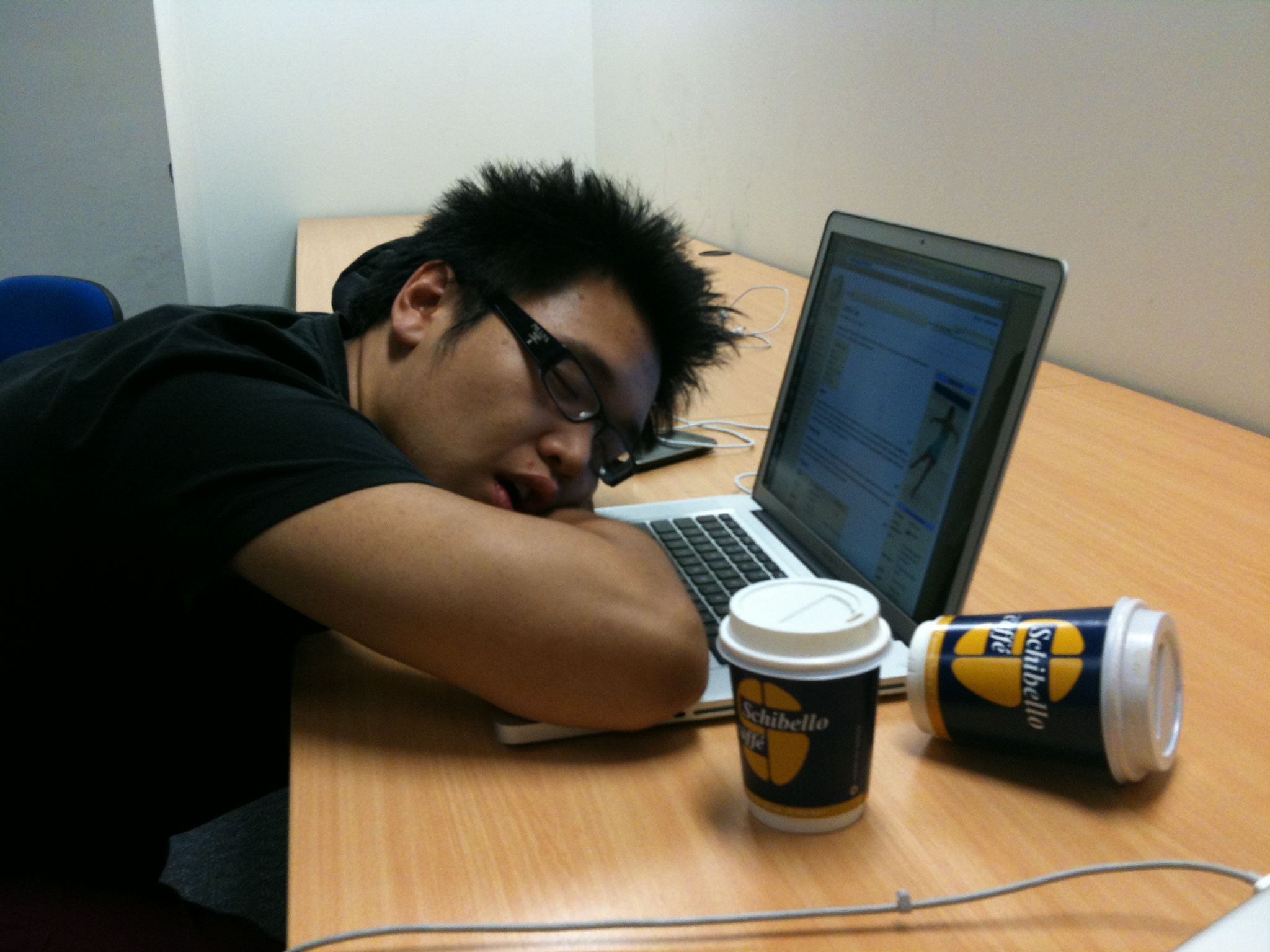
情緒低落的人

- 在不知道原因或外界刺激的情況下情緒上下變化，[25]有不同程度、持續時間和頻率，從情緒高漲（快樂、高漲、惱怒）到情緒低落（悲傷、沮喪）。[26]
- 有時它是混合的，[27] 躁狂和憂鬱症狀的組合[28] 或類似的苦樂參半的經歷持續一天。[29][30]
- 正常人的情緒波動表現為輕度至中度的「氣候變遷」。[7][31] 因此，除非發生中等程度或以上，否則有些人需要較高的情緒智商[32]才能辨識自己的情緒變化。[33]
- 精神疾病中的情緒波動可以簡單地用基於情緒動態（表徵波動的模式）的廣義複雜性來描述[34] 如強度（輕度、中度、重度）、持續時間（天、週、年） 、平均情緒和其他特徵，如：[35][36]

1. 循環性精神障礙的情緒波動：情緒波動在 2 年內或更長時間內間歇性、非週期性地發生，程度中等且頻繁。[37] 其特徵是與焦慮、持續性、快速轉變、強烈、衝動並存，[38] 因對外部刺激的敏感性和反應性而增強。[39]
2. 雙極性情感障礙 II的情緒波動：間歇性、[40] 輕躁症（嚴重程度）發作持續 4 天，[28] 憂鬱症發作持續數週，[41] 有時在發作之間出現中等程度的不穩定發作。[42]
3. 雙極 I的情緒波動：間歇性，[40] 躁症發作（嚴重程度）連續發生 7 天，[28] 憂鬱症發作持續數週，[43][44] 以及有時在發作之間中等程度的不穩定發作。[28] 雙極 I 型和 II 型的變化可能是快速循環的，這意味著情緒的變化在一年內發生 4 次或更多次。[45] 雙極 I 型和雙極 II 型躁症和輕躁症發作的症狀相似，只是強度程度不同。[46]
4. 經前症狀（PMS）的情緒波動：在月經期間間歇性地從輕微到嚴重程度，逐漸或迅速發生，[47]在月經前7天開始並在月經開始時減少。[48] 以憤怒爆發、憂鬱、焦慮、困惑、易怒或社交退縮為特徵。[49]
5. 邊緣型人格疾患 (BPD) 的情緒波動：情緒隨偶發性情緒波動而變化無常。[50] 情緒波動會在數小時或數天內快速變化，而不是因外部刺激而持續、敏感和加劇的負面情緒（例如煩躁）。[51][52] 情緒表現為高度煩躁、[53] 和中度憂鬱（其特徵為敵意、對自己的憤怒、孤獨、孤立、與人際關係有關、空虛）或無聊）。[54][55]
6. 注意力不足過動症 (ADHD) 的情緒波動：情緒變化不規律，情緒波動是間歇性的，有時一天會發生幾次快速變化。[56][57] 徵是輕度至中度的煩躁，[58]與環境有關，衝動（急於獲得獎勵）。[59] 在成人注意力不足過動症中，情緒高漲表現為興奮，情緒低落則表現為無聊。[56]
7. 精神分裂症的情緒波動：儘管精神分裂症情緒平淡，[60]Margrethe Collier 等人在 2021 年基於 ALS-SF 測量的一項研究發現，精神分裂症的評分模式與雙相 I 相似。[61] 與雙相情感障礙相關的改變對於妄想或幻覺，[62] 內部發生的情緒變化可能難以在外部表達（鈍性影響），[63] 並因外部刺激而加劇。[64]
8. 重度憂鬱症 (MDD) 的情緒波動：各種情緒模式，[65] 和情緒變化不規則。[35] 情緒波動是間歇性的，在中度情緒高漲和嚴重情緒低落之間波動。.[66][67] 其特徵是大多數時候都有很高的負面情緒（壞心情），特別是在憂鬱亞型。[68]還有正向的情緒晝夜變化（早上心情不好，晚上心情好），[69] 對負刺激的敏感度和某些人的混合症狀等[70][71]
9. 創傷後壓力症候群（PTSD）中的情緒波動：情緒變化不規律[72] 在復原過程中情緒波動加劇。[73][74]表現為負面情緒（焦慮、煩躁、羞恥、內疚）和自尊的暫時波動，對環境提醒做出反應，[75] 難以控制情緒，[76]度興奮症狀等[77][78]

## 原因
情緒波動的原因可能有很多。有些情緒波動可以歸類為正常/健康反應，例如悲傷處理、物質/藥物的副作用或睡眠不足的結果。在沒有外部觸發因素或壓力源的情況下，情緒波動也可能是精神疾病的徵兆。
一個人的能量水平、睡眠模式、自尊、性功能、注意力、藥物或酒精使用的變化可能是即將出現情緒障礙的跡象。
情緒波動的其他主要原因（除了雙相情感障礙和重度憂鬱症）包括幹擾神經系統功能的疾病/失調。注意力不足過動症（ADHD）、癲癇[ 和自閉症譜係就是三個這樣的例子。
過動症有時伴隨注意力不集中、衝動和健忘，是與過動症相關的主要症狀。因此，眾所周知，過動症通常會帶來短暫的（儘管有時是劇烈的）情緒波動。與自閉症相關的溝通困難以及相關的神經化學變化也被認為會導致自閉症發作（自閉症情緒波動）。與癲癇相關的癲癇發作涉及大腦電放電的變化，因此也可能帶來顯著且劇烈的情緒波動。 如果情緒波動與情緒障礙無關，治療就更難分配。然而，最常見的是，情緒波動是處理日常生活中的壓力和/或意外情況的結果。
人類中樞神經系統的退化性疾病，如帕金森氏症、阿茲海默症、多發性硬化症和亨廷頓舞蹈症也可能導致情緒波動。 如果情緒波動與情緒障礙無關，治療就更難分配。然而，最常見的是，情緒波動是處理日常生活中的壓力和/或意外情況的結果。
類中樞神經系統的退化性疾病，如帕金森氏症、阿茲海默症、多發性硬化症和亨廷頓舞蹈症也可能導致情緒波動。 乳糜瀉也會影響神經系統，並可能出現情緒波動。
不按時吃飯會造成影響，或吃太多醣，會造成血糖波動，進而造成情緒波動。

### 腦化學
如果一個人的大腦中一種或幾種某些神經傳導物質(NT)水平異常，可能會導致情緒波動或情緒障礙。 血清素是一種與睡眠、情緒和情緒狀態有關的神經傳導物質。NT 的輕微失衡可能會導致憂鬱症。去甲腎上腺素是一種神經傳導物質，與學習、記憶和身體喚醒有關。與血清素一樣，去甲腎上腺素的不平衡也可能導致憂鬱症。

### 已知會導致情緒波動的情況
- 雙極性情感障礙或循環性精神障礙：躁鬱症是一種情緒障礙，其特徵是從輕躁症或躁症到憂鬱的情緒波動。而循環性精神障礙是一種較低程度的雙極性情感障礙。[90]2022年，ENIGMA雙極性情感疾患工作小組發現，躁鬱症患者的皮質下體積較小，皮質厚度較低，白質完整性改變，[91][92] 其中功能之一是情緒處理。[93]
- 合成代謝類固醇濫用：[94] 合成代謝類固醇是睪固酮的合成衍生物。用於治療男性性腺功能減退症或青春期延遲，[95] 刺激肌肉生長，[96] 陽痿和愛滋病。[97] 研究發現，過度使用合成代謝雄性激素類固醇會導致情緒波動、衝動和攻擊行為。[98] 這種行為與情緒調節系統的減弱有關，例如額葉皮質、顳葉、頂葉和枕葉。[99] 研究也發現，使用合成代謝雄性激素類固醇會導致下視丘-腦下垂體-性腺軸神經元變化和死亡，進而出現睡眠和情緒障礙的症狀。[100]
- 注意力不足過動症（ADHD）：ADHD 被稱為一種難以控制注意力、過動、頻繁改變焦點和失去興趣的疾病[101] 以及在做一些有趣或愉快的任務時注意力過度集中的疾病。[102] 專注於愉快的任務時分心可能會導致情緒失調。[103][104] 情緒波動的另一個原因是前額葉皮質(PFC)、[105]  眶額皮質(OFC)的大腦活動降低，[106] 在某些人中，海馬體尺寸增大，杏仁核尺寸減小。[107] 腦這些部位的異常會導致注意力、動機、情緒和行為抑制的失調。[108]
- 自閉症或其他廣泛性發展障礙：自閉症是一種神經和發展障礙，其症狀包括缺乏社交、重複行為受限、對感覺輸入反應過度或反應低下等。[109] 感覺處理異常是情緒波動的原因之一在自閉症。[110] 2015 年的研究發現，自閉症患者的大腦邊緣區域、初級感覺皮質和眶額皮質(OFC) 變得過度活躍，這些區域負責情緒和感覺處理。研究也發現，自閉症患者的大腦杏仁核和腹外側前額葉皮質之間的連結性降低，杏仁核反應性增加，前額葉反應減少，進而導致情緒失調。[111][112]
- 邊緣性人格障礙：理論上，邊緣性人格障礙源自於缺乏忍受、學習[113] 和克服負面事件的能力。[114] 邊緣性人格障礙患者通常在人際關係方面有困難，[115]與憤怒爆發、判斷力[116] 或期望他人行為的傾向有關。[117] 緒失調可能是由於缺乏人際溝通能力所造成的，例如情緒知識以及如何控制情緒，尤其是在情緒強烈的情況下。[118]大多數情況下，邊緣性人格障礙患者會使用適應不良的情緒調節方式，如自我批評、思想壓抑、迴避和酗酒，這可能會引發更多的情緒紊亂。[119][120][121]
- 癡呆症，包括阿茲海默症、帕金森氏症和亨廷頓舞蹈症：癡呆症是一種影響老年人的腦功能下降疾病。[122]在阿茲海默症中，情緒調節失調可能是由於情緒調節、突出性、膽鹼能、GABA能和多巴胺能功能下降而引起的。[122] 帕金森氏症會產生情緒波動和情緒失調，例如由認知和身體問題引起的憂鬱、自我價值感低落、羞恥和對未來的擔憂。[123] 在亨丁頓舞蹈症中，常見的情緒波動是由於社會心理、認知缺陷、神經精神和生物因素所造成的。[124]
- 多巴胺失調症候群：多巴胺失調症候群是濫用帕金森氏症藥物減少運動和非運動症候群的結果，導致躁狂、暴力行為和停藥時憂鬱。[125]多巴胺失調症候群引起的情緒失調是由於神經傳導物質系統的變化（例如多巴胺能獎勵系統的紊亂）引起的。[126][125]
- 癲癇：癲癇是一種以癲癇發作為特徵的腦部活動異常疾病。癲癇發作的發生是因為神經元的超同步和過度興奮，換句話說，神經活動和興奮同時發生過多。[127]情緒波動通常出現在癲癇發作之前、期間、之後、治療期間。[128] 研究發現，由於海馬體和杏仁核神經發生異常以及神經元連接受損，癲癇發作會導致情緒和情緒處理功能下降。[127] 癲癇發作可能會導致因憂鬱、焦慮或擔心生命受到威脅而引起的情緒波動。情緒變化的另一個來源來自治療癲癇的抗驚厥藥物，例如用於增加大腦抑制劑的苯巴比妥或用於減少大腦活動的抗谷氨酸藥，從而導致抑鬱、認知功能障礙、鎮靜或情緒不穩定。[129]
- 甲狀腺功能減退症或甲狀腺功能亢進症：甲狀腺功能減退症和甲狀腺功能亢進症是由甲狀腺激素分泌過少或過多引起的內分泌疾病。甲狀腺激素異常會影響情緒[130] ，儘管甲狀腺激素與情緒障礙之間的相關性仍不清楚。[131]
- 間歇性爆發性障礙：間歇性爆發性障礙是自發性、不受控制、不成比例且不持久的頻繁憤怒。[132][133] 這種短暫的情緒交替以對人或財產進行言語或身體攻擊的形式出現，有時在可能產生抑鬱症狀的行為後會出現後悔、羞恥和內疚。[134]  IED 中的衝動行為可能與調節和情緒表達的大腦區域過度活躍有關，例如杏仁核、島葉和眶額區域。[135]
- 更年期:[136] 女性更年期通常發生在 52 歲。造成情緒困擾的因素之一是環境荷爾蒙的波動[137] 括性類固醇、生長荷爾蒙、壓力荷爾蒙等。[138][139]
- 重度憂鬱症：重度憂鬱症是一種具有悲傷、興趣喪失、空虛等症狀的疾病[140] ，對某些人來說，還伴隨煩躁、精神過度活躍和行為過度活躍。[141]煩躁或憤怒的發展可能是由於自戀等人格特質或避免看起來悲傷、無價值或沮喪的因應策略所致。[142]
- 強迫症：強迫症的特徵是對某些導致生活困擾和功能障礙的事物的強迫和強迫。[143] 侵入性想法、恐懼、衝動、[144]和幻想可能會導致情緒變化和感覺不適，例如羞恥、內疚或焦慮。[145]
- 創傷後壓力症候群：創傷後壓力症候群是一種與經常受到閃回記憶困擾以及被過去的恐懼和恐怖感覺困擾有關的疾病。這會導致創傷事件發生後情緒的改變，例如憂鬱、憤怒的爆發、自毀行為和羞恥感。[146][147]
- 懷孕：女性在懷孕期間和產後通常會經歷情緒波動。荷爾蒙的變化、壓力和擔憂可能是情緒變化的原因。[148]
- 經前症候群:[149] 女性會在經期的幾天至兩週內經歷不同強度的經前綜合症，如身體疼痛、情緒波動、煩躁或抑鬱[150] 在經期的幾天到兩週內以不同的強度進行。[151] 此外，4% 至 14% 的女性患有嚴重的經前症候群或經前焦慮症 (PMDD)，這會降低生活品質。[152]儘管經前症候群情緒失調的原因尚不清楚，但研究發現情緒失調與黃體素濃度下降、血清素能傳遞中斷、GABA能、壓力、體重指數和創傷事件有關。[151]
- 分裂情感障礙：分裂情感性疾患的情緒波動是由精神分裂症和情緒障礙之間的混合症狀引起的。[153]
- 精神分裂症：精神分裂症是一種具有妄想、幻覺、情緒失調等症狀的疾病。[154] 幻覺和妄想可能會產生情緒變化[155] ，導致憤怒、[156][157] 偏執,[158] 和羞恥.[159]
- 季節性情感障礙：季節性情感障礙是在某些季節（通常在冬季）發生的憂鬱症，然後在其他季節出現躁狂或輕躁症發作，並且每年都會發生。[160] 這些波動的情緒以憤怒發作和憂鬱的形式出現[161] ，並且隨季節變化，也稱為季節性情緒波動。[162]
- XXYY 症候群：XXYY 症候群是一種罕見的性染色體非整倍體 (SCAs) 類型。XXYY 症候群會導致神經發育異常和精神疾病，進而導致情緒障礙。[163][164]

## 治療
這是由各種因素引起的人性情緒起伏的一部分。個人力量、 應對技巧或適應能力、社會支持 或其他恢復模式可能決定情緒波動是否會對生活造成乾擾。
認知行為療法建議使用情緒抑制劑來打破躁症或憂鬱情緒波動的自我強化傾向。 動、款待、尋求小的（且容易實現的）勝利以及利用閱讀或看電視等替代性幹擾，是人們在打破抑鬱波動時經常使用的技巧之一。
學會將自己從浮誇的心態中拉下來，或從誇張的羞恥狀態中拉起來，是採取積極主動的方法來管理自己的情緒和不同的自尊感的一部分。
行為活化是 CBT 的一個組成部分，它可以打破這個循環（憂鬱導致不活動，不活動導致憂鬱）。 這可能依靠個人優勢來「冷啟動」獎勵制度。
辯證行為療法（DBT）：情緒波動的另一個表現是煩躁，這可能導致興高采烈、憤怒或攻擊性。 DBT有許多因應技巧可用於情緒調節失調，例如用「明智的頭腦」進行正念 或用相反的行動進行情緒調節。
情緒調節療法（ERT）具有一整套正念情緒調節技能（例如，注意力調節技能、後設認知調節技能等），當情緒波動發生時，這些技能可以派上用場。
當情緒波動頻繁、擾亂生活節奏時，可以採用人際和社會節奏療法來調節生活節奏。 情緒障礙的發作通常會打亂睡眠時間表、社交互動、或工作並導致晝夜節律不規律，從而使人們從日常生活中解放出來。
接受與承諾療法（ACT）具有透過學習評估當前經歷或保持正念、接受內部或外部的一切、採取行動以實現個人康復等來提高心理靈活性的功能。